# Jan Betker
Jan Betker, född den 19 juli 1960 i Regina, Kanada, är en kanadensisk curlingspelare.
Hon tog OS-guld i damernas curlingturnering i samband med de olympiska curlingtävlingarna 1998 i Nagano.